# Epirhyssa phoenix
Epirhyssa phoenix är en stekelart som beskrevs av Porter 1975. Epirhyssa phoenix ingår i släktet Epirhyssa och familjen brokparasitsteklar. Inga underarter finns listade i Catalogue of Life.